# 2024年科羅恰區伊爾-76空難
2024年1月24日，俄羅斯國防部称一架俄羅斯空軍伊爾-76運輸機在俄烏邊境地區別爾哥羅德州科罗恰区遇難墜毀。坠毁班機自莫斯科附近的奇卡洛夫斯基空军基地起飞，预定目的地为别尔哥罗德国际机场。俄方發布消息稱该运输机载有原定于当日與烏方交換的65名乌克兰战俘、6名机组成员及3名守卫，共74人；班機在飞行途中遭乌軍防空导弹击落，机上无人生还。乌克兰官方则否认曾攻擊该航班。同时乌克兰方面强调，如果一架军用飞机装载的是S-300导弹，那乌克兰有权将其击落。目前还没有独立的第三方对双方的说法进行核实。

## 事發經過
坠毁的俄空军伊尔-76运输机，内部曾基于民用版本改装以运送人员及装备。该机於别尔哥罗德州亚布洛诺沃附近的一处田野墮毀。根据俄罗斯联邦委员会国防和安全委员会主席维克托·邦达列夫的说法，该架飞机在空中受到外部攻击。
事发后不久，一段飞机坠毁在田野里的影片被传到网上，显示飞机机头朝下，机翼侧面隐约能看见火光，触地后从远处能看到巨大的火球。在坠机前不久，别尔哥罗德州州长维亚切斯拉夫·格拉德科夫曾发布过导弹空袭预警并要求市民寻找掩护建筑。他补充说在10:35分左右，事发地亚布洛诺沃往南约60公里处，当地的防空系统还击落了一架小型无人机。
據俄新社引述當地幾名目擊者的描述，其在墜機時聽到一至三下雷鳴般的響聲，間隔一分鐘或更短，隨後城市響起空襲警報。

## 遇难者
根据俄罗斯官方发布的消息，坠机时机上有6名机组人员，3名守卫，以及原定于当日将与乌克兰军方换俘的65名乌克兰战俘。双方原本将在俄乌边界的亚布洛诺沃口岸交换192名战俘，乘坐这架伊尔-76运输机的65名战俘为其中的第一批。前一架被击落后，另一架紧随其后的运输机受命折返，未受到攻击。
RT電視台的總編輯瑪格麗塔·西蒙尼揚公佈了一份65名战俘的名單，分别罗列了战俘的姓名及出生年月。对此，乌克兰国家电视广播公司的报道确认了名单上的人均是被俄罗斯方面扣押的乌克兰战俘，但无法证实他们是否在失事的飞机上。也无法证实是否正在原定当日换俘的名单内。但西蒙尼揚公布的名单中有一名叫「马克西姆·阿纳托利耶维奇·科诺瓦连科」的前战俘，证实已於当月3日被換俘並安全歸國。

## 疑點
自由歐洲電台访问俄罗斯新聞工作者慕敏·沙基羅夫与同事综合了俄乌双方的版本，对事件中提出各种疑问。他指出，因为只有一段在地面看到失事飞机坠落附近村庄的视频，从公开视频和俄罗斯调查委员会后来发布的画面来看，绝对不清楚机号是什么。俄方声称乌克兰知道飞机的航线、飞机编号以及飞机起飞时间，但由于某种原因没有向记者提供这些细节。他表示，俄罗斯坚称机上有65名乌克兰俘虏、6名机员和3名随行人员，这对于运输来说是有困难的。俄罗斯调查委员会26日晚发布的视频据称显示65名俘虏全部登上飞机，俄罗斯方面属于说法多，但事实根据却很少。乌克兰的回应也很少，主要即使有俘虏，俄罗斯也要对他们的安全负责。乌克兰情报代表安德烈·尤索夫表示，俄罗斯仍未提供该航班的详细信息。关于乌克兰怀疑伊尔76的运载存在3种版本：要么有弹药，要么有重要的军事装备，要么同时都有。俄罗斯宣传机构不断宣传玛格丽塔·西蒙尼安发布的名单，而乌克兰情报部门负责人称，这些人确实在准备交换，但目前还没有证实他们登上了失事飞机，其亲属也无法从视频中认出任何人。俄罗斯调查委员会发布了一段视频和照片，其中部分内容被修改过，据说可以通过纹身来识别，但乌克兰情报部门表示，他们联系的亲属未能识别出他们的亲人。正当寻找下一个不一致之处时，俄罗斯调查委员会又发表一个信息，即飞机上幸存的“黑匣子”将在20-30分钟内被破译，但过了近半周的时间信息尚未被破译。

### 飛行路線
俄罗斯公布坠落的伊尔76飞机航班号为RA-78830，这引起了疑问，有分析得出该飞机正经埃及、沙特阿拉伯和伊朗飞往俄罗斯。几位OSINT分析师称，俄罗斯飞机从叙利亚地区的雷达中消失，随后又出现在别尔哥罗德地区，然后从那里进行了最后一次起飞，据称机上运载着来自俄方在东方的合作伙伴的武器。
军事和政治评论员亚历山大·科瓦连科表示，俄罗斯国防部提供的关于伊尔76上有乌克兰战俘的版本存在许多漏洞。尤科瓦连科补充说，对于运送被俘乌克兰人来说，这是一条非常奇怪的路线，尽管也知道这架飞机积极参与了“伊朗快运”。

### 妨礙國際調查
民权组织「俄罗斯监狱」（Russia Behind Bars）主任叶夫根尼耶夫娜·罗曼诺娃表示，伊尔76失事的疑问多于答案，乌克兰方面坚持要求进行国际调查，但克里姆林宫不想允许独立专家，事实上这是后者承认有罪并制造了挑衅性局面。她表示，俄罗斯宣传员玛格丽塔·西蒙尼扬甚至公布了一份名单，这给亲属带来了巨大的痛苦。

### 烏軍部門遭DDoS攻擊
2024年1月28日，乌克兰战俘待遇协调总部信息资源遭到DDoS攻击，乌方将这次袭击与最近在别尔哥罗德附近坠毁的俄罗斯伊尔76联系起来。乌克兰官方表示 “今天，战俘待遇协调总部的信息资源中记录了一次DDoS攻击。显然，敌方决定了该信息，特别是有关交换战俘和击落战俘的细节，证明了对他们来说这是一个威胁”。

## 各方反应

### 俄羅斯
俄羅斯總統弗拉基米爾·普京在1月24日指控烏克蘭防空系統擊落該軍機，並宣稱導彈來自美國或德國，其稱烏克蘭已知道該軍機有載有65名戰俘。他表示不知道烏克蘭是疏忽還是故意，但仍是犯罪行為。他並否認該軍機是由俄羅斯防空系統的友軍火力擊落之說法。俄羅斯國防部稱事件為「野蠻的恐怖主義行為」。根据军方的报告，两枚从乌克兰哈爾科夫州利普齊村发射的导弹击中了在边境线附近飞行的运输机。
俄羅斯外交部部长謝爾蓋·拉夫羅夫呼籲召開聯合國安理會會議，表示俄羅斯試圖找出「烏克蘭犯罪行為背後的原因」。外交部無任所大使羅季翁·米羅什尼克发表聲明：「烏克蘭政府清楚知道，今天要用軍機把烏克蘭士兵送到別爾哥羅德機場交換。按照之前的協議，下午双方会在俄烏邊界的亚布洛诺沃口岸進行换俘。烏克蘭政府這次發動的恐怖攻擊，暴露了它的真面目。它根本不在乎自己國民的性命。」
俄羅斯國家杜馬主席維亞切斯拉夫·沃洛金表示，烏克蘭用美國和德國製造的導彈攻擊沒有武裝，執行人道任務的飛行員。他將向美國國會和德國聯邦議會兩國議員作出呼籲「讓他們的議員們終於搞清楚，他們到底在支持誰，幫忙誰。」國防委員會主席、退休中將安德烈·卡爾塔波洛夫表示烏克蘭是「故意破壞戰俘交換」，他認為烏克蘭地對空飛彈系統的操作者不可能將運輸機誤認為軍機或軍用直升機。前總統德米特里·梅德韋傑夫把這次事件歸咎於「基輔的新納粹精英政治內鬥的結果」和「一群貪婪之徒的爭奪」。
俄媒《SHOT》和《Mash》的Telegram頻道報導指，俄烏雙方原计划于当日按照192對192的比例交換戰俘。根据國防委員會主席安德烈·卡爾塔波洛夫透露的细节，該批战俘分別以兩架運輸機送往预定地点，前一架遭受导弹攻击坠毁后，第二架随即收到命令返航。他进一步表示，未來的戰俘交換可能會因此次空難暫停。
1月26日，俄罗斯联邦侦查委员会公布了乌克兰战俘登上一架伊尔-76运输机的画面。俄罗斯联邦侦查委员会還表示确定击中伊尔-76运输机的防空导弹发自哈尔科夫州利普齐。俄方還稱调查人员在运输机坠毁现场采集到的物证包括丧生的被俘乌军人员的身份证明文件。不过，该委员会公布的调查画面被视为是有经过修改和刻意操纵的，画面上仅公开一具尸体的纹身佐证，并沒有其它尸体或残骸。
1月31日，俄罗斯总统普京表示，俄方确认伊尔-76军用运输机是被“爱国者”导弹系统击落的。

### 烏克蘭
《烏克蘭真理報》第一时间引述来自烏克蘭武裝部隊總參謀部的消息，乌克兰军方击落了俄军一架载有S-300导弹系统的伊爾-76运输机。但後來，《烏克蘭真理報》刪除了先前乌军击落运输机的内容。在新版本的報道中，該消息人士仅證實一架伊爾-76在科罗恰区坠毁。
烏克蘭政府駁斥普京所聲稱烏克蘭早知軍機上有65名戰俘的說法。乌克兰国防部情报总局的发言人证实，虽然乌克兰方面已将俄罗斯战俘运送到了事先约定的地点，但由于发生了坠机意外换俘行动被取消。并暗示俄方并没有按照默契划定安全空域，也未通告运送战俘的运输工具数量、路线和形式。乌情报机构指责俄方使用苦肉计，放任沒有武裝的运输机在危险空域飞行，是对战俘人身安全极不负责任的行为。BBC新闻的论述认为，作为坠机事件发生8小时内仅有的一份官方声明，可以视作乌克兰军方隐晦地默认了击落了该架俄运输机。
烏克蘭空軍司令尼古拉·奧列修克指責俄羅斯試圖破壞國際社會對烏克蘭的支持，稱「烏克蘭有權自衛，並摧毀侵略者的空襲手段。」烏克蘭總統辦公室主任顧問米哈伊洛·波多利亞克表示現在還不能做出評論，因為「要花時間查清事實」。
坠机发生当日晚间，乌克兰总统弗拉基米尔·泽连斯基发表声明，称俄罗斯方面在“利用乌克兰战俘的生命，玩弄家属以及乌克兰社会的情感”。但是他并没有证实该运输机是否为乌军所击落，而是表示乌克兰情报部门和国安局正在调查坠机原因。他还呼吁国际社会参与到这起空难的调查中。
2024年1月25日，乌克兰国防部情报总局代表安德烈·尤索夫指出，該伊爾-76本應載有俄羅斯官員，但在最後一刻，俄羅斯聯邦安全局禁止他們登機，并使用其他交通工具。他补充说，这些高级官员的名字是已知的，并且被点名的材料将提供作为国际调查的一部分。而在墜機後，在現場的俄羅斯緊急情況部救援人員被安全局和俄軍人員禁止靠近殘骸。尤索夫也指出，在互联网上发布的事件现场视频中看不到人体残骸。同时，根据现有信息，只有5具尸体被运送到别尔哥罗德的太平间。
1月26日，乌克兰军方代表与乌被俘人员家属进行了交流。乌克兰战俘待遇协调总部与亲属观看了俄罗斯调查委员会分发的灾难现场视频，但他们无法从视频中尸体的静态图像中认出亲人。协调总部称，在伊尔-76运输机坠毁当天，确实有65名乌克兰军事人员应当被交换的计划。同时，总部代表也强调，他们没有关于坠毁的伊尔76上是否有战俘的可靠信息。乌克兰国防部情报总局局长基里洛·布达诺夫表示，目前乌方没有掌握坠毁飞机上的人员信息，也没有任何信息能够表明飞机上可能载有俄方宣称的人员数量。乌克兰国防部情报总局代表安德烈·尤索夫表示，俄罗斯尚未向联合国安理会提供伊尔-76军用运输机上有乌克兰战俘的证据，并拒绝成立国际委员会调查1月24日别尔哥罗德附近事件的要求。安德烈·尤索夫就俄罗斯伊尔76客机被击落一事指出，侵略国操纵乌克兰战俘问题已经不是第一次，认为有必要成立一个国际委员会，并在国际调查专家的参与下进行国际调查。他表示，根据定义，军用飞机不应该运送被俄罗斯囚禁的乌克兰战俘，尤其是该飞机的尾部装有23毫米机炮，并携带导弹，特别是用于战略航空的导弹。尤索夫也回答有关俄罗斯宣传人员在社交媒体上大肆宣传飞机上的乌克兰战俘“名单”时表示，在这种高调的宣传背景下，俄方至今并没有提供任何证据，残骸和船上人员存在的证据也没有得到证实，这种停顿的时间越长，只会让国际社会更怀疑俄方的真实性。他也不排除该飞机据称是从埃及起飞后飞入俄罗斯领空的事实版本。根据乌方掌握该飞机被使用的记录，它为俄罗斯战略航空提供空军基地导弹，用于袭击乌克兰和平目标和民用基础设施。
1月27日，乌克兰国防部情报总局局长基里洛·布达诺夫表示，关于伊尔76军用运输机被击落的死亡情况目前俄乌双方都没有答案。他表示，俄罗斯采取了将所有事情归咎于乌克兰的立场，但有许多事实无法理解这一立场，俄罗斯并没有展示遍布尸体和遗骸的证明。布达诺夫解释道，这说明了实际情况到最后都还不清楚。他补充说，如果事情真如俄罗斯声称的那样发生，就应该向全世界展示这一点，但目前没有看到尸体，也不清楚俄罗斯为何刻意隱瞞。 同日，乌克兰驻联合国副大使赫里斯蒂娜·哈约维辛（Khrystyna Hayovyshyn）表示，如果证实了有人员携带武器，这将是俄罗斯在飞机上使用「人体盾牌」掩护武器运输的首例。她表示，乌克兰没有获悉俘虏的车辆数量、路线和运输方式，这可能已经表明俄罗斯蓄意采取行动，旨在危及俘虏的生命和安全。
1月29日，乌克兰国防部情报总局代表安德烈·尤索夫在公开电台上针对普京宣称关于伊尔76军机坠落的声明，评论后者声称俄罗斯防空系统从未击落过其飞机根本就是一个谎言，其声明“一如既往地狡猾”。他指出，在联合国安理会会议期间，俄罗斯没有提供任何细节或证据证明在别尔哥罗德地区坠毁的伊尔76军用运输机上有乌克兰战俘。他表示，乌克兰期望着俄方除了一些宣传言论外，还会提供事实，但至今没有看到任何新的东西，所以调查仍在继续。他强调，国际调查的话题对乌克兰来说不能结束。同时，他指出俄罗斯在不同地区的前线和被占领土上发生过多次友军互相交火以及俄罗斯防空和反导防御手段击落俄罗斯飞机的情况。尤索夫补充道，普京曾表示俄罗斯防空无法击落伊尔76，是因为俄罗斯飞机有自己“内外”系统根本就是在撒谎。
2月1日，乌克兰国防部主要情报局代表安德烈·尤索夫表示，乌克兰已经申请归还据称在伊尔76上死亡的人的尸体，但俄罗斯无视所有请求。与此同时，乌克兰要求进行公正的国际调查，这对于查明飞机内部到底是否有人或弹药之外的问题具有重要意义。尤索夫表示，俄罗斯飞机既可以运送弹药，也可以运送俘虏，这些俘虏被用作人体盾牌，但到目前为止，俄罗斯尚未确认国际公开调查的进程。

### 國際社會
1月24日，乍得總統穆罕默德·代比跟俄羅斯總統弗拉基米爾·普京會面時，對此次空難表示哀悼。
1月24日，俄羅斯提請聯合國安理會召開會議商討此次空難，但被法國否決。會議改在1月26日舉行。
國際紅十字會對事件表示關注，但拒絕進一步評論。1月27日，国际红十字会乌克兰发言人奥列克桑德尔·弗拉森科 (Oleksandr Vlasenko) 表示，如果乌克兰战俘因伊尔76飞机坠毁而死亡，俄罗斯必须尽快归还他们的尸体。
美國國防部回應俄新社訪問時稱，「無法獲得有關俄烏之間交換戰俘的資訊」，故無法對墜機事件發表評論。2月1日，美国驻欧安组织代表团政治顾问艾琳·韦伯斯特-缅因（Erin Webster-Main）在维也纳举行的欧安组织常设理事会例会上表示，在与乌克兰合作调查的这段期间，俄罗斯尚未对其有关1月24日在别尔哥罗德地区发生的伊尔76飞机失事的说法提供任何证实。她强调，俄罗斯对这场战争中的每一名死亡负有全部责任，因为如果俄罗斯没有入侵乌克兰，就不会讨论这起飞机失事事件。她补充道，众所周知，俄罗斯不允许新闻自由和独立报道，因此其主张即使不是不可能也很难得到证实，而迄今为止，俄罗斯也没有提供任何证据来支持其主张。最后，她提醒俄罗斯官员每天都在试图散布有关其对乌克兰战争的虚假信息，在考虑俄罗斯提出的主张时应牢记这点。2月5日，美国国务院新闻秘书维丹特·帕特尔（Vedant Patel）在每日例行发布会上被问及如何评论克里姆林宫有关击落伊尔76的声明时表示，「这与俄罗斯声称克里米亚属于它，或者它在乌克兰占领的整个领土属于它的情况下的证据真实程度相同」。维丹特·帕特尔也补充说「但当谈到来自俄罗斯的可信信息时，他们实际上没有太多机会证明这一点，因为他们在虚假信息方面享有无可挑剔的声誉，不仅在该地区，而且在全世界都是如此」。

## 註解
1. ↑  俄方指控烏軍以防空導彈擊落該機，但此說法暫未能被證實。